# Neuwiller
Neuwiller település Franciaországban, Haut-Rhin megyében. Lakosainak száma 520 fő (2022. január 1.). Neuwiller Hagenthal-le-Bas és Leymen községekkel határos.

## Népesség
A település népességének változása:
| Lakosok száma | 514  | 473  | 483  | 463  | 474  | 484  | 495  | 503  | 520  |
|               | 2013 | 2015 | 2016 | 2017 | 2018 | 2019 | 2020 | 2021 | 2022 |